# Вайнер, Славиша
Славиша «Чича романийский» Вайнер (ивр. סלאבישה ויינר‎, сербохорв. Славиша Вајнер / Slaviša Vajner; 27 июня 1903 — 21 января 1942) — югославский партизан, участник Народно-освободительной войны, Народный герой Югославии.

## Биография
Родился 27 июня 1903 года в Новом-Винодоле близ Сени. Происходит из еврейской семьи небогатого чиновника Душана Вайнера. Его отец Душан много путешествовал, поэтому детство Славиша провёл в разных местах Югославии: от Лики и Хорватского приморья до Срема и Славонии. Во время обучения в гимназии вступил в революционное молодёжное движение, за что был исключён из гимназии Беловара, однако окончил обучение в Копривнице.
Поступил в Загребский университет на технический факультет, участвовал в многочисленных антимонархических выступлениях. Был избран председателем Клуба слушателей технического факультета. Окончив его, несколько лет работал в Загребе, в 1930 году приехал в Баню-Луку. Познакомился со студентами-революционерами, вошёл в академический клуб. В 1936 году в Сараево стал секретарём Общества инженеров. В 1940 году был принят в Союз коммунистов Югославии.
После недолговременной войны с Германией и оккупации Югославии по приказу партии Славиша бежал в Романию, где начал организовывать партизанские отряды. Командовал 1-й партизанской ротой Романийского партизанского отряда, а впоследствии командовал и самим отрядом. В 1941 году его отряд участвовал в боях за сёла Жлебово, Мокро, Крам, Соколац, Рогатицу. В народе он получил прозвище «Чича», к которому вскоре стали добавлять слово «Романийский». Благодаря своей храбрости и искренности Славиша превратился в буквальном смысле в живую легенду. Также за свои заслуги в пропаганде и свой военный талант тактика и стратега Славиша вошёл в Главный штаб НОАЮ в Боснии и Герцеговине. Совместно с Родолюбом Чолаковичем и Светозаром Вукмановичем 25 декабря 1941 года приехал в Рогатицу на встречу с Иосипом Брозом Тито.
В середине января 1942 года Славиша с 5-м шумадийским батальоном 1-й пролетарской ударной бригады добрался в Хан Пиесак, где тогда располагался Главный штаб НОАЮ в Боснии и Покраинский комитет КПЮ в Боснии. Тогда его отряд столкнулся с силами неприятеля, превосходившими его в 10 раз по численности. После долгого боя Славиша вынужден был отступить в Пьеновац при поддержке солдат Бирчанского отряда. На железнодорожной станции 20 января они переночевали, а на следующее утро направились в сторону Олова. Однако, когда большая часть Бирчанского отряда уже отстала, а войска шли в колонне, из-за холма около железнодорожной станции появились объединённые силы немцев и чётников. Ещё один немецкий отряд пробрался на станцию. Немцы открыли огонь и в буквальном смысле скосили весь отряд.
В результате этой резни было убито 59 человек. Жертвами стали Милан Илич и Драган Павлович. Славиша был тяжело ранен и застрелился, чтобы не попасть врагу в плен. Немцы отнесли его тело во Власеницу и весь день возили его по городу, показывая простым людям и, таким образом, пытаясь запугать их и убедить в бессмысленности сопротивления. Однако после освобождения села останки «Чичи романийского» перезахоронили в Сараево. 25 ноября 1944 года указом Иосипа Броза Тито Славише присвоили посмертно звание Народного героя.